# Лауреаты Государственной премии Украины в области науки и техники (1975)
Лауреаты Государственной премии Украины в области науки и техники 1975 года — перечень награждённых государственной наградой Украинской ССР, присужденной в 1975 году за достижения в науке и технике.
На основании представления Комитета по Государственным премиям Украины в области науки и техники Центральный Комитет Компартии Украины и Совет Министров Украинской ССР вышло Постановление № 578 от 22 декабря 1975 г. «О присуждении Государственных премий Украины в области науки и техники 1975 года».

## Лауреаты
| Премированная работа | Лауреаты                          | кратко про лауреата |
| --- | --------------------------------- | --- |
| «Разработка и внедрение в практику оптимальных режимов зонального отпуска сварных швов конструкций оболочечного типа»                                                                       | Карасёв, Лев Петрович             | кандидат технических наук, заведующий сектором Института математики Академии наук УССР                                                                                                |
| «Разработка и внедрение в практику оптимальных режимов зонального отпуска сварных швов конструкций оболочечного типа»                                                                       | Горячева, Зоя Ильинична           | заведующий лабораторией Института математики Академии наук УССР |
| «Разработка и внедрение в практику оптимальных режимов зонального отпуска сварных швов конструкций оболочечного типа»                                                                       | Семовских, Герман Николаевич      | кандидат технических наук, старший научный сотрудник, заведующий лабораторией Института математики Академии наук УССР                                                                 |
| «Разработка и внедрение в практику оптимальных режимов зонального отпуска сварных швов конструкций оболочечного типа»                                                                       | Колодий, Богдан Иванович          | кандидат физико-математических наук, старший научный сотрудник Физико-механического института Академии наук УССР                                                                      |
| «Разработка и внедрение в практику оптимальных режимов зонального отпуска сварных швов конструкций оболочечного типа»                                                                       | Пляцко, Григорий Васильевич       | кандидат технических наук, заведующий лабораторией Львовского филиала математической физики Института математики Академии наук УССР                                                   |
| «Разработка и внедрение в практику оптимальных режимов зонального отпуска сварных швов конструкций оболочечного типа»                                                                       | Бурак, Ярослав Иосифович          | доктор физико-математических наук, заведующий отделом Львовского филиала математической физики Института математики Академии наук УССР                                                |
| «Разработка и внедрение в практику оптимальных режимов зонального отпуска сварных швов конструкций оболочечного типа»                                                                       | Подстригач, Ярослав Степанович    | академик АН УССР, председатель Западного научного центра Академии наук УССР |
| «Разработка и внедрение в практику оптимальных режимов зонального отпуска сварных швов конструкций оболочечного типа»                                                                       | Григолюк, Эдуард Иванович         | член-корреспондент АН СССР, заведующий лабораторией Научно-исследовательского института механики Московского государственного университета имени Н. В Ломоносова, руководитель работы |
| «Создание и внедрение на угольных шахтах Украинской ССР специального крепления — пневмобалонных костров»                                                                                    | Третьяченко, Владимир Алексеевич  | начальник участка шахты «Южный» комбината «Артёмуголь» |
| «Создание и внедрение на угольных шахтах Украинской ССР специального крепления — пневмобалонных костров»                                                                                    | Парфенчук, Анатолий Михайлович    | начальник комбината «Артёмуголь» |
| «Создание и внедрение на угольных шахтах Украинской ССР специального крепления — пневмобалонных костров»                                                                                    | Дашевский, Иосиф Яковлевич        | главный инженер Днепропетровского шинного завода |
| «Создание и внедрение на угольных шахтах Украинской ССР специального крепления — пневмобалонных костров»                                                                                    | Степанович, Геннадий Яковлевич    | кандидат технических наук, старший научный сотрудник, заведующий Горловским отделением Донецкого научно-исследовательского угольного института                                        |
| «Создание и внедрение на угольных шахтах Украинской ССР специального крепления — пневмобалонных костров»                                                                                    | Остапенко, Александр Фёдорович    | кандидат технических наук, главный инженер Технического управления Министерство угольной промышленности УССР, Министерства угольной промышленности УССР                               |
| «Создание и внедрение на угольных шахтах Украинской ССР специального крепления — пневмобалонных костров»                                                                                    | Потураев Валентин Никитич         | доктор технических наук, профессор, исполняющий обязанности директора Института геотехнической механики Академии наук УССР                                                            |
| «Создание и внедрение на угольных шахтах Украинской ССР специального крепления — пневмобалонных костров»                                                                                    | Рахутин, Владимир Семёнович       | кандидат технических наук, старший научный сотрудник Днепропетровского горного института имени Артема                                                                                 |
| «Создание и внедрение на угольных шахтах Украинской ССР специального крепления — пневмобалонных костров»                                                                                    | Некрасовский, Яков Эльконович     | доктор технических наук, профессор Днепропетровского горного института имени Артёма, руководитель работы                                                                              |
| «Создание и внедрение на угольных шахтах Украинской ССР специального крепления — пневмобалонных костров»                                                                                    | Шуклин, Алексей Степанович        | бригадир очистного забоя «Южный» комбината «Артёмуголь» |
| «Создание и внедрение на угольных шахтах Украинской ССР специального крепления — пневмобалонных костров»                                                                                    | Мацюк, Василий Терентьевич        | бригадир комплексной бригады шахты «Максимовская" комбината "Кадиевуголь» |
| «Цикл работ „Исследование контактных явлений в металлических расплавах, разработка и внедрение в промышленность технологических процессов пайки и металлизации неметаллических материалов“» | Аймбиндер, Михаил Самойлович      | начальник сектора Научно-исследовательского института электромеханических приборов |
| «Цикл работ „Исследование контактных явлений в металлических расплавах, разработка и внедрение в промышленность технологических процессов пайки и металлизации неметаллических материалов“» | Глоба, Владимир Трофимович        | инженер-технолог Полтавского завода искусственных алмазов и алмазного инструмента имени 50-летия СССР                                                                                 |
| «Цикл работ „Исследование контактных явлений в металлических расплавах, разработка и внедрение в промышленность технологических процессов пайки и металлизации неметаллических материалов“» | Пивоваров, Михаил Спиридонович    | директор Полтавского завода искусственных алмазов и алмазного инструмента имени 50-летия СССР                                                                                         |
| «Цикл работ „Исследование контактных явлений в металлических расплавах, разработка и внедрение в промышленность технологических процессов пайки и металлизации неметаллических материалов“» | Моцак, Ярослав Феодосьевич        | заместитель заведующего отделом особого конструкторско-технологического бюро Института проблем материаловедения Академии наук УССР                                                    |
| «Цикл работ „Исследование контактных явлений в металлических расплавах, разработка и внедрение в промышленность технологических процессов пайки и металлизации неметаллических материалов“» | Кондрацкий, Владимир Афанасьевич  | заведующий отделом Особого конструкторско-технологического бюро Института проблем материаловедения Академии наук УССР                                                                 |
| «Цикл работ „Исследование контактных явлений в металлических расплавах, разработка и внедрение в промышленность технологических процессов пайки и металлизации неметаллических материалов“» | Лавриненко, Ирина Александровна   | кандидат химических наук, старший научный сотрудник Института проблем материаловедения Академии наук УССР                                                                             |
| «Цикл работ „Исследование контактных явлений в металлических расплавах, разработка и внедрение в промышленность технологических процессов пайки и металлизации неметаллических материалов“» | Колесниченко, Галина Алексеевна   | кандидат технических наук, старший научный сотрудник Института проблем материаловедения Академии наук УССР                                                                            |
| «Цикл работ „Исследование контактных явлений в металлических расплавах, разработка и внедрение в промышленность технологических процессов пайки и металлизации неметаллических материалов“» | Журавлёв, Владислав Сергеевич     | кандидат технических наук, старший научный сотрудник Института проблем материаловедения Академии наук УССР                                                                            |
| «Цикл работ „Исследование контактных явлений в металлических расплавах, разработка и внедрение в промышленность технологических процессов пайки и металлизации неметаллических материалов“» | Найдич, Юрий Владимирович         | доктор технических наук, профессор, заведующий отделом Института проблем материаловедения Академии наук УССР                                                                          |
| «Цикл работ „Исследование контактных явлений в металлических расплавах, разработка и внедрение в промышленность технологических процессов пайки и металлизации неметаллических материалов“» | Еременко, Валентин Никифорович    | академик АН УССР, заведующий отделом Института проблем материаловедения Академии наук УССР                                                                                            |
| «Разработка и внедрение комплекса мер, направленных на совершенствование поточно-позиционного метода сооружения судов проекта 595 на экспорт»                                               | Башмаков, Владислав Хрисанфович   | заместитель главного конструктора проекта Центрального конструкторского бюро «Черноморсуднопроект»                                                                                    |
| «Разработка и внедрение комплекса мер, направленных на совершенствование поточно-позиционного метода сооружения судов проекта 595 на экспорт»                                               | Дарда, Сергей Юрьевич             | заместитель начальника цеха Херсонского судостроительного завода |
| «Разработка и внедрение комплекса мер, направленных на совершенствование поточно-позиционного метода сооружения судов проекта 595 на экспорт»                                               | Сиганевич, Григорий Ильич         | начальник цеха Херсонского судостроительного завода |
| «Разработка и внедрение комплекса мер, направленных на совершенствование поточно-позиционного метода сооружения судов проекта 595 на экспорт»                                               | Коршун, Леонид Никифорович        | старший строитель Херсонского судостроительного завода |
| «Разработка и внедрение комплекса мер, направленных на совершенствование поточно-позиционного метода сооружения судов проекта 595 на экспорт»                                               | Поливко, Леонид Алексеевич        | начальник цеха Херсонского судостроительного завода |
| «Разработка и внедрение комплекса мер, направленных на совершенствование поточно-позиционного метода сооружения судов проекта 595 на экспорт»                                               | Морданенко, Борис Никифорович     | начальник отдела Херсонского судостроительного завода |
| «Разработка и внедрение комплекса мер, направленных на совершенствование поточно-позиционного метода сооружения судов проекта 595 на экспорт»                                               | Гудзь, Богдан Васильевич          | главный сварщик Херсонского судостроительного завода |
| «Разработка и внедрение комплекса мер, направленных на совершенствование поточно-позиционного метода сооружения судов проекта 595 на экспорт»                                               | Кошкалда, Виктор Иванович         | главный строитель проекта Херсонского судостроительного завода |
| «Разработка и внедрение комплекса мер, направленных на совершенствование поточно-позиционного метода сооружения судов проекта 595 на экспорт»                                               | Трубач, Валентин Николаевич       | заместитель директора Херсонского судостроительного завода |
| «Разработка и внедрение комплекса мер, направленных на совершенствование поточно-позиционного метода сооружения судов проекта 595 на экспорт»                                               | Багненко, Фёдор Михайлович        | главный инженер Херсонского судостроительного завода |
| «Исследование, создание и внедрение высокопроизводительных процессов и машин импульсной безотходной резки металла в промышленности»                                                         | Петряков, Пётр Фёдорович          | старший мастер завода «Сарканайс металургс» |
| «Исследование, создание и внедрение высокопроизводительных процессов и машин импульсной безотходной резки металла в промышленности»                                                         | Брикманис Гунар Николаевич        | начальник цеха завода «Сарканайс металургс» |
| «Исследование, создание и внедрение высокопроизводительных процессов и машин импульсной безотходной резки металла в промышленности»                                                         | Голодов, Николай Никитич          | директор завода «Сарканайс металургс» |
| «Исследование, создание и внедрение высокопроизводительных процессов и машин импульсной безотходной резки металла в промышленности»                                                         | Федченко, Алексей Иванович        | директор Красноярского металлургического завода «Сибэлектросталь» |
| «Исследование, создание и внедрение высокопроизводительных процессов и машин импульсной безотходной резки металла в промышленности»                                                         | Иващенко, Николай Николаевич      | доктор технических наук, профессор, заместитель начальника Главного управления Министерства высшего и среднего специального образования СССР                                          |
| «Исследование, создание и внедрение высокопроизводительных процессов и машин импульсной безотходной резки металла в промышленности»                                                         | Мазниченко, Станислав Онисимович  | старший научный сотрудник проблемной лаборатории Харьковского авиационного института                                                                                                  |
| «Исследование, создание и внедрение высокопроизводительных процессов и машин импульсной безотходной резки металла в промышленности»                                                         | Яценко, Сергей Васильевич         | кандидат технических наук, старший научный сотрудник проблемной лаборатории Харьковского авиационного института                                                                       |
| «Исследование, создание и внедрение высокопроизводительных процессов и машин импульсной безотходной резки металла в промышленности»                                                         | Стельмах, Виктор Алексеевич       | кандидат технических наук, заведующий отделом проблемной лаборатории Харьковского авиационного института                                                                              |
| «Исследование, создание и внедрение высокопроизводительных процессов и машин импульсной безотходной резки металла в промышленности»                                                         | Боборыкин, Юрий Александрович     | кандидат технических наук, доцент Харьковского авиационного института |
| «Исследование, создание и внедрение высокопроизводительных процессов и машин импульсной безотходной резки металла в промышленности»                                                         | Кононенко, Вадим Григорьевич      | доктор технических наук, профессор, заведующий кафедрой, руководитель работы Харьковского авиационного института                                                                      |
| «Научная разработка и создание Центрального научно-естественного музея Академии наук Украинской ССР»                                                                                        | Пидопличко, Иван Григорьевич      | академик АН УССР (посмертно) |
| «Разработка теории индуктивно-емкостных преобразователей и создание на их основе систем стабилизированного тока для питания электротехнической и электронной аппаратуры»                    | Милях, Александр Николаевич       | член-корреспондент АН УССР, заведующий отделом Института электродинамики Академии наук УССР                                                                                           |
| «Разработка теории индуктивно-емкостных преобразователей и создание на их основе систем стабилизированного тока для питания электротехнической и электронной аппаратуры»                    | Волков, Игорь Владимирович        | доктор технических наук, старший научный сотрудник, заведующий отделом Института электродинамики Академии наук УССР                                                                   |
| «Разработка теории индуктивно-емкостных преобразователей и создание на их основе систем стабилизированного тока для питания электротехнической и электронной аппаратуры»                    | Закревский Станислав Иванович     | кандидат технических наук, старший научный сотрудник Института электродинамики Академии наук УССР                                                                                     |
| «Разработка теории индуктивно-емкостных преобразователей и создание на их основе систем стабилизированного тока для питания электротехнической и электронной аппаратуры»                    | Александров, Михаил Михайлович    | руководитель группы, работник института электродинамики Академии наук УССР |
| «Разработка теории индуктивно-емкостных преобразователей и создание на их основе систем стабилизированного тока для питания электротехнической и электронной аппаратуры»                    | Есибян, Эдуард Мигранович         | кандидат технических наук, старший научный сотрудник, заведующий лабораторией Института электросварки имени Е. А. А. Патона Академии наук УССР                                        |
| «Разработка теории индуктивно-емкостных преобразователей и создание на их основе систем стабилизированного тока для питания электротехнической и электронной аппаратуры»                    | Заварихин, Владимир Александрович | кандидат технических наук, заведующий отделом Проектно-конструкторского бюро электрогидравлики Академии наук УССР                                                                     |
| «Разработка теории индуктивно-емкостных преобразователей и создание на их основе систем стабилизированного тока для питания электротехнической и электронной аппаратуры»                    | Кубишин, Борис Евгеньевич         | кандидат технических наук, старший научный сотрудник |
| «Учебник „Теоретическая электрохимия“» | Антропов, Лев Иванович            | доктор химических наук, профессор, заведующий кафедрой Киевского политехнического института имени 50-летия Великой Октябрьской социалистической революции                             |
| «Учебник „Теоретическая электрохимия“» | Тараненко, Вадим Павлович         | доктор технических наук, профессор, заведующий кафедрой Киевского политехнического института имени 50-летия Великой Октябрьской социалистической революции /руководитель работы/      |
| «Учебник „Теоретическая электрохимия“» | Дьяченко, Станислав Мефодиевич    | кандидат технических наук, доцент Киевского политехнического института имени 50-летия Великой Октябрьской социалистической революции                                                  |
| «Учебник „Теоретическая электрохимия“» | Комарчук, Александр Романович     | кандидат технических наук, доцент Киевского политехнического института имени 50-летия Великой Октябрьской социалистической революции                                                  |
| «Учебник „Теоретическая электрохимия“» | Лиждвой, Константин Яковлевич     | кандидат технических наук, доцент Киевского политехнического института имени 50-летия Великой Октябрьской социалистической революции                                                  |
| «Учебник „Теоретическая электрохимия“» | Правда, Владимир Иванович         | кандидат технических наук, доцент Киевского политехнического института имени 50-летия Великой Октябрьской социалистической революции                                                  |
| «Учебник „Теоретическая электрохимия“» | Шевченко, Виталий Иванович        | кандидат технических наук, доцент Киевского политехнического института имени 50-летия Великой Октябрьской социалистической революции                                                  |
| «Учебник „Теоретическая электрохимия“» | Дереновский, Марат Владимирович   | кандидат технических наук, старший научный сотрудник Киевского политехнического института им. 50-летия Великой Октябрьской социалистической революции                                 |
| «Учебник „Теоретическая электрохимия“» | Роговин, Игорь Ефимович           | кандидат технических наук, старший научный сотрудник, заместитель директора Научно-исследовательского института «Волна»                                                               |
| «Учебник „Теоретическая электрохимия“» | Акулов, Вячеслав Владимирович     | кандидат технических наук, начальник сектора научно-исследовательского института «Волна»                                                                                              |